# Старый город (Вильнюс)
Ста́рый го́род (лит. Vilniaus Senamiestis, пол. Stare Miasto w Wilnie, бел. Стары горад у Вільні) — район Вильнюса, старейшая часть города на левом берегу реки Вилия (Нярис) к югу от Замковой горы с башней Гедимина и сохранившейся Кафедральной площади с собором Святого Станислава.
Один из крупнейших в Восточной Европе урбанистических комплексов, формировавшихся начиная со Средних веков. Занимает площадь 3,59 км² (359 га). Охватывает 74 квартала с 70 улицами и переулками, 1487 зданиями и общей площадью помещений 1 497 000 м². Одноэтажных зданий — 6,4 %, двухэтажных — 35,5 %, трёхэтажных — 42,1 %, четырёхэтажных — 12,5 %, пятиэтажных — 3,5 %.
Старейшая часть столицы Литвы формировалась на протяжении столетий, запечатлевая в себе историю города и различные культурные влияния. Здания и элементы, относящиеся к различным архитектурным стилям (готика, ренессанс, барокко, классицизм, вкрапления модерна), в Старом городе соседствуют и взаимно дополняют друг друга. В Старом городе располагаются католические, лютеранские и православные храмы, музеи, учебные заведения и жилые дома, гостиницы и магазины, здания которых являются памятниками культуры и архитектуры.
Старый город (сформированные историческими улицами кварталы, сама сеть улиц, застройка и её структура, элементы рельефа) включён в Регистр культурных ценностей Литовской Республики как объект национального значения, код 16073. ЮНЕСКО, признавая универсальную ценность и оригинальность Старого города, в 1994 году внесла его в Список Всемирного культурного наследия.

## Описание
В Старом городе расположены Замковая гора с башней Гедимина, сохранившейся от укреплений Верхнего замка. В башне с 1960 года действует экспозиция, посвящённая истории города. Наверху устроена обзорная площадка, с которой открывается панорама Старого города и долины реки Вилии.
У подножия Замковой горы находится Кафедральная площадь с памятником князю Гедимину, Кафедральным собором Святого Станислава и колокольней. Рядом с собором расположен Дворец великих князей литовских (Дворец правителей), восстанавливаемый с 2002 года. 6 июля 2009 года при участии руководителей 15 государств состоялось символическое открытие восстановленного, но окончательно ещё не обустроенного Дворца великих князей литовских. 6 июля 2013 года для посетителей открылись два из четырёх корпусов Национального музея Дворца великих князей литовских.
От Кафедральной площади до излучины реки Нярис центр города с востока на запад пересекает проспект Гедимина (Gedimino prospektas; в XIX веке назывался Георгиевский проспект, после Первой мировой войны — проспект Мицкевича, после Второй мировой войны — Сталина, затем — Ленина). Часть его вместе с прилегающими старинными улицами Тоторю (Totorių), Одминю (Odminių), Вильняус (Vilniaus), входит в черту Старого города.
- Башня Гедимина
- Собор Успения Божией Матери
- Собор Святого Николая
- Острая брама
- Костёл Святой Анны

Неподалёку от Кафедральной площади находится площадь С. Дауканто (в XIX веке — Дворцовая площадь, затем — площадь Муравьёва, в межвоенные годы — площадь Наполеона, после Второй мировой войны — площадь Кутузова), образуемая парадным фасадом президентского дворца, фасадом дворца де Реусов (Шуазелей), костёлом Святого Креста (бонифратров) и корпусами Вильнюсского университета. От университета и президентского дворца узкой улицей Университето можно пройти к перекрёстку улиц Швянто Йоно (лит. Švento Jono), Шварцо (лит. Švarco), Гаоно (лит. Gaono) и Доминикону (лит. Dominikonų), с различного рода достопримечательностями разных эпох.
- Стиклю
- Доминикону
- Шилтадаржё
- Скапо

От Кафедральной площади к Ратушной площади и далее к воротам былой городской стены ведут старинная улица Пилес (Замковая, Pilies, Zamkowa), её продолжение улица Диджёйи (Большая, Didžioji, Wielka) и улица Аушрос варту (Островоротная, Aušros vartų, Ostrobramska).
Пилес, как и в старину, остаётся главной артерией Старого города с обилием кафе, музеев и галерей и торговлей сувенирами. По левой стороне за аркой, соединяющей угловые дома, начинается узкая изогнутая улица Бернадину (Bernardinų gatvė, Zaułek Bernardyński; в советское время Пилес, Pilies). Она ведёт к костёлам Святого Михаила, Святой Анны и Святого Франциска Ассизского (Бернардинскому) с францисканским монастырём. Неподалёку от готического костёла Святой Анны и Бернардинского храма находится памятник поэту Адаму Мицкевичу. Мостовая Бернардину из красного кирпича напоминает паркет. По обе стороны стоят старинные двухэтажные жилые дома, частью с совершенно слепыми гладкими стенами, составляющими контраст открывающимся на каждом шагу новым перспективам, разнообразящимися скатами черепичных крыш, барочными порталами и зданиями на дальних планах.
На углу Бернардину и улиц Шилтадаржё (Šiltadaržio gatvė, дом 8) располагается бывший дворец графов Олизаров. Он был приобретён в 1762 году М. Лопацинским и реконструирован по проекту архитектора Иоганна Кристофа Глаубица. Работы выполнялись сначала архитектором Андрисом (умер в 1765 году), затем Фрезером. У двухэтажного здания под высокой черепичной крышей нижний этаж покрыт серой, верхний — более тёмной фактурной штукатуркой, на которых контрастно выделяются белые обрамления окон и другие детали. Фасад по линии улицы Бернардину незначительно изогнут. Во второй половине XIX века дом принадлежал Завадским — семейству книгоиздателей и книготорговцев. Ныне во дворце Олизаров (Лопацинских) располагается отель.
Напротив его находится дом, в котором в 1822 году жил Адам Мицкевич, вернувшись из Ковна. Поэт заканчивал здесь свою поэму «Гражина» „Grażyna“, готовя её к изданию. Над воротами, ведущими во двор, установлена мемориальная таблица с лаконичной надписью. В трёх комнатах бывшей квартиры Мицкевича оборудован мемориальный музей, принадлежащий Вильнюсскому университету.
Квартал Старого города между улицей Пилес, отходящими от неё вправо улицами Скапо (Skapo gatvė) и Швянто Йоно и улицей Университето занимает ансамбль Вильнюсского университета, формировавшийся начиная с 1570 года и состоящий из образующих тринадцать двориков зданий в несколько корпусов, включая костёл Святых Иоаннов с возвышающейся на 68 м (с крестом) колокольней.
- Бернардинский монастырь
- Пятницкая церковь
- Ратуша
- Ратушная площадь

К Ратуше и треугольной формы Ратушной площади, старому центру города, выходят, помимо Диджёйи, улицы Стиклю (Stiklių, Стеклянная), Вокечю (Vokiečių, Немецкая, в советское время Музеяус), Руднинку (Rūdninkų, Рудницкая), Арклю (Arklių), Савичяус (Savičiaus, Савича, в советское время Ю. Вито).
На Ратушной площади расположена Ратуша в стиле классицизма. Неподалёку от Ратуши находится иезуитский костёл Святого Казимира, неоднократно перестраивавшийся с XVII века. На улицу Аушрос варту (Островоротную) выходят базилианский костёл и монастырь Святой Троицы и православный Свято-Духов монастырь с мощами святых виленских мучеников Антония, Иоанна и Евстафия; улица ведёт к барочному костёлу Святой Терезы, сохранившимся городским воротам Острой браме с часовней и чудотворной иконой Остробрамской Божией Матери.